# Codenames
Codenames är ett brädspel som spelas i lag för 2-8 spelare. Spelet är konstruerat av Vlaada Chvátil och släpptes 2015. Spelet översattes till svenska år 2016. I spelet spelar man som två lag, med en spionchef var. Spionchefen känner till de hemliga identiteterna till 25 stycken agenter, som representeras av ordbrickor, medan deras lagkamrater bara känner till deras kodnamn. Några av dessa hemliga agenter tillhör ens eget lag. Spelet går ut på att vara först med att kontakta alla sina egna hemliga agenter. Detta görs genom att spionchefen ger ledtrådar som består av ett ord, som kan kopplas till flera av orden på bordet. Spelarna i samma lag ska gissa vilka ord spionchefen syftar på och undvika korten som tillhör motståndaren.

## Utmärkelser

### 2017
- As d'Or - Jeu de l'Année (nominerad)

### 2016
- 2016 UK Games Expo, bästa partyspel
- 2016 Tric Trac (nominerad)
- 2016 SXSW Tabletop, årets spel
- 2016 Swiss Gamers Award (nominerad)
- 2016 Spiel des Jahres Winner
- 2016 Spiel des Jahres (nominerad)
- 2016 International Gamers Award - Strategispel: flerspelarspel (nominerad)
- 2016 Gouden Ludo, bästa familjespel
- 2016 Gouden Ludo, bästa familjespel (nominerad)
- 2016 Årets Spel Bästa vuxenspel (nominerad)

### 2015
- 2015 Meeples' Choice Winner
- 2015 Meeples' Choice (nominerad)
- 2015 Jocul Anului în România Beginners (finalist)
- 2015 Golden Geek, mest innovativa spel (nominerad)
- 2015 Golden Geek Board, årets spel (nominerad)
- 2015 Golden Geek, bästa partyspel
- 2015 Golden Geek, bästa partyspel (nominerad)
- 2015 Golden Geek, bästa familjespel Winner
- 2015 Golden Geek, bästa familjespel (nominerad)

## Andra spel i serien
Sedan originalet släpptes har flera liknande spel släppts under samma namn. Codenames Duet spelas inte i lag utan som kooperativt spel. Åldersgränsen är 11+. Codenames: Deep Undercover riktar sig till en äldre publik på 18+. Det går att spela som det är eller tillsammans med ett annat Codenames-spel. Codenames: Deep Undercover går bara att köpa i USA. Codenames: Disney Family Edition passar för yngre spelare, 8+. Spelet har även färre brickor på bordet. Spelet innehåller karaktärer och platser från Disney- och Pixar-filmer. Codenames: Marvel liknar Disney-versionen med åldersgräns 8+ och färre brickor på bordet. Spelet liknar originalspelet men har karaktärer och platser från Marvels universum. Codenames. Pictures skiljer sig lite från originalspelet. Istället för ord på brickorna finns symboler som är koder för platser där spioner kan möta sina hemliga agenter. Åldersgränsen har sänkts till 10+.